# Disulfide

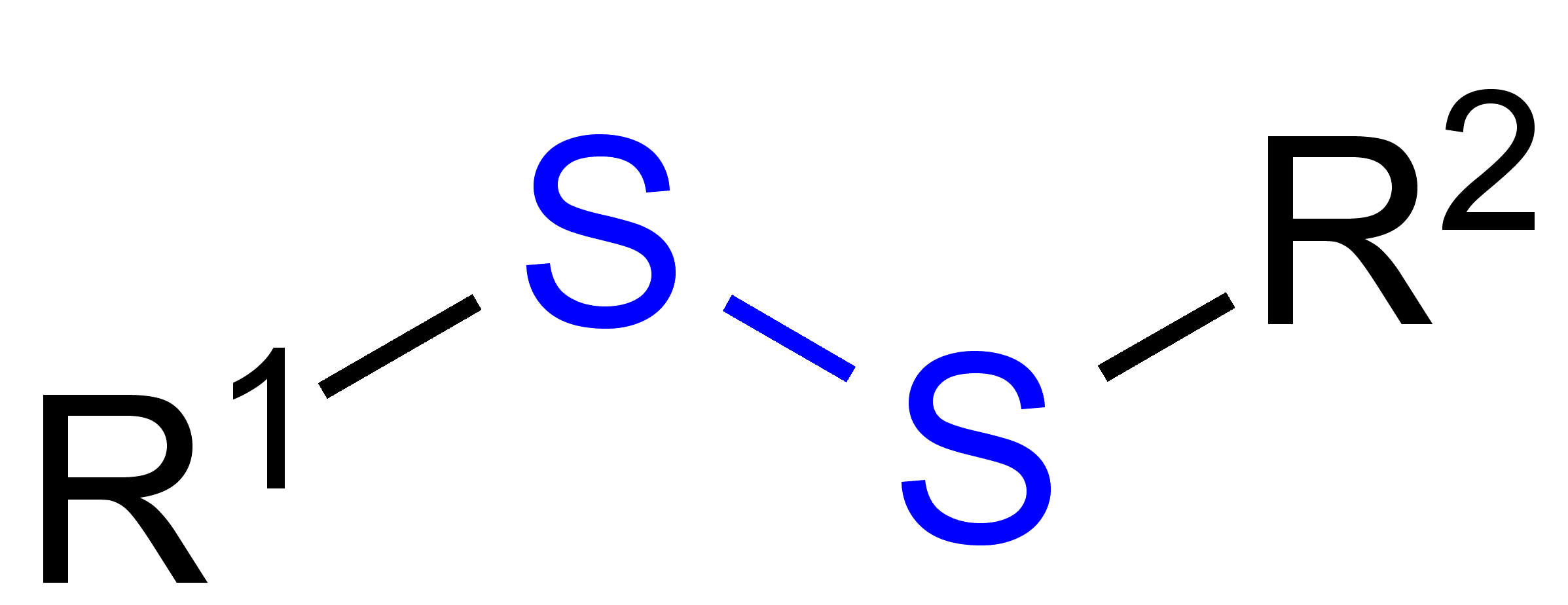
Allgemeine Struktur von organischen (kovalenten) Disulfiden mir den Organyl-Resten R^{1} und R^{2}, die Alkyl-Reste, Aryl-Reste, Alkylaryl-Reste etc. sind. Die Disulfid-Brücke ist blau markiert.

Disulfide sind chemische Verbindungen, die zwei aneinander gebundene Schwefelatome enthalten.

## Ionische Disulfide
Ionische Disulfide enthalten das Anion S22− und sind formal Salze des unbeständigen Disulfans H2S2. Das bekannteste Beispiel ist Pyrit (FeS2), auch als Katzengold oder Narrengold bezeichnet. Weitere Vertreter sind Cattierit (CoS2), Vaesit (NiS2) und Patrónit (V[S2]2).

## Kovalente Disulfide

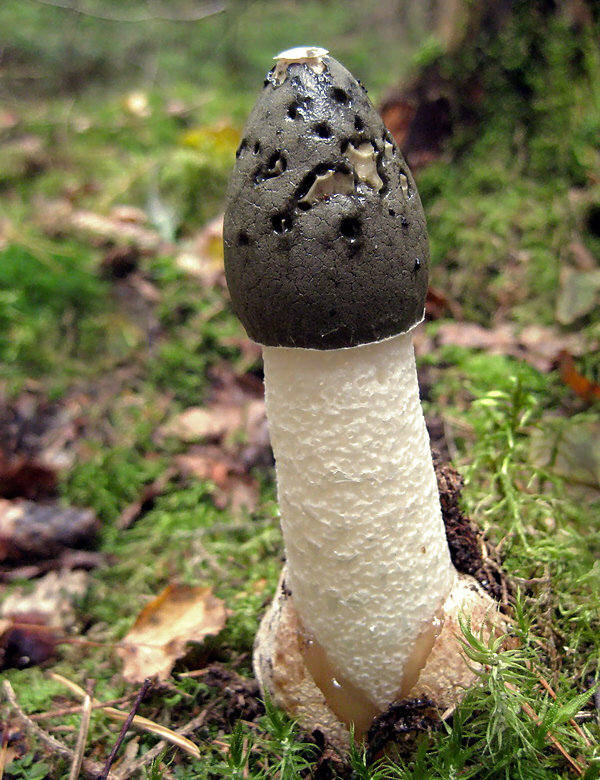
Gemeine Stinkmorchel (Phallus impudicus) sondert unter anderem Dimethyldisulfid als Geruchsstoff ab.

Strukturformel von Dimethyldisulfid, des einfachsten kovalenten Disulfids.

Kovalente Disulfide, veraltet auch Disulfane genannt, haben die allgemeine Formel R1–S–S–R2. Bei symmetrischen Disulfiden gilt R1 = R2, bei unsymmetrischen Disulfiden sind die organischen Reste R1 und R2 verschieden.  
Niedermolekulare organische Disulfide sind unpolare, leicht flüchtige, übelriechende Stoffe. Der einfachste Vertreter dieser Stoffklasse ist Dimethyldisulfid. Bekannt ist das den charakteristischen Knoblauch- und Zwiebelgeruch hervorrufende Diallyldisulfid. Organische Disulfide mit einer höheren molaren Masse sind dagegen geruchlos.

## Vorkommen
Disulfidbrücken in Cystineinheiten von Proteinen (Insulin, Keratin, Oxytocin etc.) spielen für deren Tertiärstruktur eine wichtige Rolle. Weiterhin findet sich die Disulfidstruktur in heterocyclischen Naturstoffen wie (+)-Liponsäure und Asparagusinsäure.